# Ross Cuthbert
Ross Cuthbert   (Calgary, 6 de febrer de 1892 - Parròquia de Paget, 19 de gener de 1971) va ser un jugador d'hoquei sobre gel canadenc de naixement, però britànic d'adopció, que va competir durant la dècada de 1920. Durant la Primera Guerra Mundial va lluitar amb la Canadian Expeditionary Force a França.
El 1924 va prendre part en els Jocs Olímpics de Chamonix, on guanyà la medalla de bronze en la competició d'hoquei sobre gel. Quatre anys més tard, als Jocs de Sankt Moritz fou quart en la competició d'hoquei sobre gel.